# Добрые люди
«Добрые люди» — советский фильм 1961 года, снятый на киностудии «Грузия-фильм» режиссёром Шотой Манагадзе.

## Сюжет
В время войны юный Гига вместо фронта, куда он рвётся после гибели там отца, попадает на оборонный завод на Донбассе, становится металлургом. Его подруга детства и невеста Нана, оставшаяся в Грузии, не получая от него писем, думает, что он погиб. После войны Гига возвращается в Рустави, работать на возводимом там первом в Грузии металлургическом комбинате. Но Нану найти не может. Как-то зайдя в гости к своему новому другу и коллеге Тамазу, он встречает Нану — она вышла замуж за Тамаза. Гига тяжело переживает случившееся, но решает, что он не имеет права разрушать их жизнь и уходит.

## В ролях
- Нана Пирвели — Нана
- Отар Мегвинетухуцеси — Гига
- Тенгиз Арчвадзе — Тамаз
- Натела Варазашвили — Нана в детстве
- Тамаз Бибилури — Гига в детстве

В эпизодах: Екатерина Верулашвили, Шалва Херхеулидзе, Цаца Амиреджиби и другие.

## О фильме
Кинофильм «Добрые люди» рассказывает о том, как расцветает город грузинских металлургов — Рустави и как вместе с заводом растут и формируются новые люди высокой морали.
Спустя более полувека фильм не потерялся, стал «визитной карточкой» города Рустави, и как отметил искусстовед Гоги Гвахария — «в Грузии более или менее помнят фильм»:

Грузины всех поколений знают песню из фильма «Добрые люди» наизусть, режиссёр Шота Манагадзе признан классиком грузинского кино. Хотя «Добрые люди» отражают жизнь жителей города Рустави, построенного в сталинскую эпоху, город металлургов здесь является лишь фоном… Внимание зрителей переключилось на личную жизнь самих металлургов, иначе говоря, самих хороших людей… В драматическом любовном треугольнике три героя, двое мужчин и одна женщина…
Оригинальный текст (англ.)«კეთილი ადამიანების» სიმღერა ყველა თაობის ქართველმა ზეპირად იცის, ფილმის რეჟისორი შოთა მანაგაძეც ქართული კინოს კლასიკოსადაა აღიარებული. საქართველოში მეტ-ნაკლებად ახსოვთ კინორეჟისორ შოთა მანაგაძის ეს ფილმიც, რომლის ეკრანებზე გამოსვლა ეგრეთ წოდებული «ოტტეპელის», ანუ ხრუშჩოვის, ეპოქას დაემთხვა. მართალია, «კეთილი ადამიანები» სტალინის ეპოქაში აშენებული ქალაქის, რუსთავის, მკვიდრთა ცხოვრებას ასახავს, მეტალურგების ქალაქი აქ მხოლოდ ფონია… მაყურებლის ყურადღება კი გადატანილია თავად მეტალურგთა პირად ცხოვრებაზე, სხვაგვარად რომ ვთქვათ, თავად კეთილ ადამიანებზე… ე.ი. დრამატულ სასიყვარულო სამკუთხედში სამივე გმირი, ორი მამაკაცი და ერთი ქალ…
— Гоги Гвахария, искусствовед, профессор Государственного университета Ильи, 2005 год
В 2020 году актёру Тенгиз Арчвадзе было присвоено звание Почётного гражданина грода Рустави:

Мэрия Рустави заявляет, что Тенгиз Арчвадзе… несет особую символическую нагрузку для Рустави, потому что именно Тенгиз Арчвадзе играет главную роль в фильме «Добрые люди», который на протяжении многих десятилетий является своеобразной визитной карточкой города.
Оригинальный текст (груз.)რუსთავის მერიაში აცხადებენ, რომ თენგიზ არჩვაძე რუსთავის თეატრის პირველი დასის წარმომადგენელია და რუსთავისთვის განსაკუთრებული სიმბოლური დატვირთვის მატარებელიც არის, რადგან სწორედ თენგიზ არჩვაძე ასრულებს მთავარ როლს ფილმში — «კეთილი ადამიანები», რომელიც უკვე ბევრი ათეული წელია, ქალაქის ერთგვარ სავიზიტო ბარათადაა ქცეული.
— Первый канал Грузинского телевидения, 2020 год